# مسابقات قهرمانی کونکاکاف
مسابقات قهرمانی کونکاکاف مسابقات فوتبالی بود که با شرکت تیم‌های عضو کونکاکاف (آمریکای شمالی، آمریکای مرکزی و کارائیب) بین سالهای ۱۹۶۳ تا ۱۹۸۹ برگزار می‌شد. این مسابقات در سال ۱۹۹۱ به جام طلایی کونکاکاف تغییر نام داد.

## نتایج مسابقات
| مسابقات قهرمانی کونکاکاف | مسابقات قهرمانی کونکاکاف | مسابقات قهرمانی کونکاکاف       | مسابقات قهرمانی کونکاکاف | مسابقات قهرمانی کونکاکاف | مسابقات قهرمانی کونکاکاف | مسابقات قهرمانی کونکاکاف | مسابقات قهرمانی کونکاکاف |
| دوره                     | سال                      | میزبان                         |                          | رده‌بندی نهایی            | رده‌بندی نهایی            | رده‌بندی نهایی            | رده‌بندی نهایی            |
| دوره                     | سال                      | میزبان                         | قهرمان                   | نایب قهرمان              | سوم                      | چهارم                    |                          |
| ------------------------ | ------------------------ | ------------------------------ | ------------------------ | ------------------------ | ------------------------ | ------------------------ | ------------------------ |
| ۱                        | ۱۹۶۳ جزئیات              | السالوادور                     | · کاستاریکا              | · السالوادور             | · آنتیل هلند             | · هندوراس                |                          |
| ۲                        | ۱۹۶۵ جزئیات              | گواتمالا                       | · مکزیک                  | · گواتمالا               | · کاستاریکا              | · السالوادور             |                          |
| ۳                        | ۱۹۶۷ جزئیات              | هندوراس                        | · گواتمالا               | · مکزیک                  | · هندوراس                | · ترینیداد و توباگو      |                          |
| ۴                        | ۱۹۶۹ جزئیات              | کاستاریکا                      | · کاستاریکا              | · گواتمالا               | · آنتیل هلند             | · مکزیک                  |                          |
| ۵                        | ۱۹۷۱ جزئیات              | ترینیداد و توباگو              | · مکزیک                  | · هائیتی                 | · کاستاریکا              | · کوبا                   |                          |
|                          |                          |                                | دوره انتخابی جام جهانی   |                          |                          |                          |                          |
| ۶                        | ۱۹۷۳ جزئیات              | هائیتی                         | · هائیتی                 | · ترینیداد و توباگو      | · مکزیک                  | · هندوراس                |                          |
| ۷                        | ۱۹۷۷ جزئیات              | مکزیک                          | · مکزیک                  | · هائیتی                 | · السالوادور             | · کانادا                 |                          |
| ۸                        | ۱۹۸۱ جزئیات              | هندوراس                        | · هندوراس                | · السالوادور             | · مکزیک                  | · کانادا                 |                          |
| ۹                        | ۱۹۸۵ جزئیات              | کونکاکاف (شهری را انتخاب نکرد) | · کانادا                 | · هندوراس                | · کاستاریکا              | ---                      |                          |
| ۱۰                       | ۱۹۸۹ جزئیات              | کونکاکاف (شهری را انتخاب نکرد) | · کاستاریکا              | · ایالات متحده آمریکا    | · ترینیداد و توباگو      | · گواتمالا               |                          |

## نتایج بر پایه کشور
| تیم                 | قهرمان               | نایب قهرمان    | سوم                  | چهارم          |
| ------------------- | -------------------- | -------------- | -------------------- | -------------- |
| مکزیک               | ۳ (۱۹۶۵, ۱۹۷۱, ۱۹۷۷) | ۱ (۱۹۶۷)       | ۲ (۱۹۷۳, ۱۹۸۱)       | ۱ (۱۹۶۹)       |
| کاستاریکا           | ۳ (۱۹۶۳, ۱۹۶۹, ۱۹۸۹) | —              | ۳ (۱۹۶۵, ۱۹۷۱, ۱۹۸۵) | —              |
| گواتمالا            | ۱ (۱۹۶۷)             | ۲ (۱۹۶۵, ۱۹۶۹) | —                    | ۱ (۱۹۸۹)       |
| هائیتی              | ۱ (۱۹۷۳)             | ۲ (۱۹۷۱, ۱۹۷۷) | —                    | —              |
| هندوراس             | ۱ (۱۹۸۱)             | ۱ (۱۹۸۵)       | ۱ (۱۹۶۷)             | ۲ (۱۹۶۳, ۱۹۷۳) |
| کانادا              | ۱ (۱۹۸۵)             | —              | —                    | ۲ (۱۹۷۷, ۱۹۸۱) |
| السالوادور          | —                    | ۲ (۱۹۶۳, ۱۹۸۱) | ۱ (۱۹۷۷)             | ۱ (۱۹۶۵)       |
| ترینیداد و توباگو   | —                    | ۱ (۱۹۷۳)       | ۱ (۱۹۸۹)             | ۱ (۱۹۶۷)       |
| ایالات متحده آمریکا | —                    | ۱ (۱۹۸۹)       | —                    | —              |
| آنتیل هلند          | —                    | —              | ۲ (۱۹۶۳, ۱۹۶۹)       | —              |
| کوبا                |                      |                |                      | ۱ (۱۹۷۱)       |